# Вкладка (стоматологія)

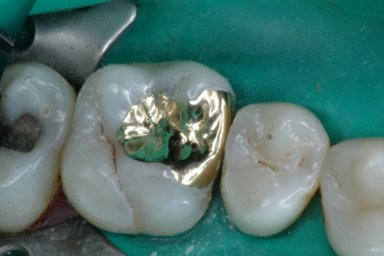
Золота вкладка типу inlay

Вкладки є одним із способів відновлення (реконструкції) зубів, нарівні з пломбами. В стоматології розрізняють кілька видів вкладок, вони можуть виконувати різні функції.
Вкладками називають протези, які відновлюють анатомічну форму зуба, заповнюючи собою дефект в його коронці.
Вкладки відносять до мікропротезів і використовують для відновлення форми та функції коронкової частини зуба, порушеної в результаті каріозних та некаріозних пошкоджень твердих тканин зубів. Вкладки використовують також при замковій фіксації та в якості опори нез'ємних і з'ємних протезів і шинуючих конструкцій.
Виготовляють вкладки в два етапи: клінічний та зуботехнічний. Вкладки фіксуються до зуба при допомозі цементу (найчастіше склоіономерного) або композиту подвійного затверднення (світлового та хімічного).

## Види вкладок

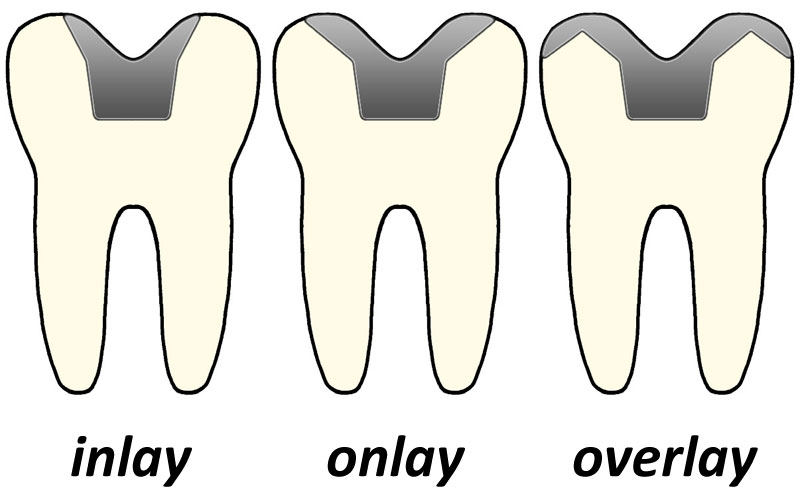
Будова вкладок типу inlay, onlay та overlay

Є 4 види вкладок в залежності від форми:
- InLay (Тіло вкладки не виходить за межі горбів зуба)
- OnLay (Тіло вкладки повністю перекриває один чи більше горбів зуба)
- OverLay (тіло вкладки охоплює 4 з 5 стінок коронки зуба)[1][2])
- Pinlay (вкладка має додатковий елемент фіксації — штифт (пін))